# Géza Nagy
Dans le nom hongrois Nagy Géza, le nom de famille précède le prénom, mais cet article utilise l’ordre habituel en français Géza Nagy, où le prénom précède le nom.
Géza Nagy est un joueur d'échecs hongrois né le 29 décembre 1892 à Sátoraljaújhely et mort le 13 août 1953 à Kaposvár. Champion de Hongrie en 1924, il a remporté avec la Hongrie les deux premières olympiades de 1927 et 1928. Il reçut le titre de maître international à la création du titre en 1950.